# Bathytropa dollfusi
Bathytropa dollfusi is een pissebed uit de familie Bathytropidae. De wetenschappelijke naam van de soort is voor het eerst geldig gepubliceerd in 1936 door Strouhal.